# Pieter Vink
Pieter Vink (nl ; nascut el 13 de març de 1967) és un exàrbitre de futbol neerlandès, que també va arbitrar partits per a la FIFA i la UEFA. Va ser el primer àrbitre que va dirigir un partit al "New Wembley Stadium " el 2007.  La seva altra ocupació era la d'agent de policia, que finalment va deixar per convertir-se en àrbitre a temps complet. La seva altra afició principal és el golf.

## Carrera professional
Vink va començar a arbitrar el 1987 i va ser elegit per a la llista C de l'Eredivisie el 1993, progressant a la llista B de la competició el 1996 i després es va convertir en àrbitre de la llista A del país el desembre de 2001.
Internacionalment, ha estat àrbitre FIFA des de 2004, debutant a la UEFA Cup el mateix any, i essent seleccionat per arbitrar la final del Campionat d'Europa sub-19 de la UEFA 2005 a Windsor Park, Belfast, el 29 de juliol de 2005, en què França va derrotar Anglaterra per 3–1.
Va tenir el gran honor de dirigir el primer partit oficial que es va jugar al recentment reconstruït estadi de Wembley el 24 de març de 2007, un "partit amistós" entre Anglaterra sub-21 i Itàlia sub-21 que va acabar 3-3.
El 2007, va arbitrar el seu primer partit a la Lliga de Campions de la UEFA,  una eliminatòria de classificació entre l'Steaua Bucarest de Romania i el BATE Borisov de Belarús,  després d'haver estat ascendit a la llista d'elit de la UEFA al juliol.  Aquell any va dirigir tres partits més a la fase de grups de la competició. Vink va ser l'àrbitre del partit de classificació per a l'Eurocopa 2008 entre Escòcia i Ucraïna el 13 d'octubre de 2007 a Hampden Park, Glasgow, quan els ucraïnesos van ser eliminats després d'una derrota per 3-1.  Posteriorment, va dirigir la victòria d'Irlanda del Nord per 2-1 sobre Dinamarca a Windsor Park, Belfast, el 17 de novembre de 2007.
Vink va arbitrar el partit d'anada dels quarts de final de la Lliga de Campions anglesa entre l'Arsenal i el Liverpool a l'Emirates Stadium el 2 d'abril de 2008.

### Eurocopa 2008
El 19 de desembre de 2007 es va anunciar que Vink encapçalaria l'equip d'oficials neerlandès seleccionat per a la competició de l'Eurocopa 2008, celebrada a Àustria i Suïssa l'estiu de 2008.  Va arbitrar el tercer partit de la competició entre els amfitrions Àustria i Croàcia.